# Njaju Jenny Malik
Njaju Jenny Malik Tomi Hardjatno (ur. 23 października 1954 w Dżakarcie) – indonezyjska rusycystka, profesor językoznawstwa rosyjskiego na Uniwersytecie Indonezyjskim.
Studiowała rusycystykę na Uniwersytecie Indonezyjskim (licencjat 1979 r.). W 1989 r. ukończyła studia magisterskie z antropolingwistyki. W 1998 r. uzyskała na tejże uczelni doktorat z językoznawstwa rosyjskiego. Swoją rozprawę poświęciła tematyce języka reklamy w Rosji.
Jest autorką książek: Karakteristik Bahasa Iklan Rusia (1999) i Makna Bahasa Iklan Rusia (2000). Opracowała także słownik rosyjsko-indonezyjski, będący najkompletniejszym tego typu dziełem leksykograficznym.
W latach 2005–2007 była tłumaczką prezydenta Republiki Indonezji.
W 2003 r. otrzymała odznaczenie Satyalancana, przyznane przez indonezyjskie ministerstwo edukacji narodowej. W 2014 r. została odznaczona orderem Satyalancana Dwidya Sistha.
Jest wokalistką formacji The Professor Band, składającej się z wykładowców Uniwersytetu Indonezyjskiego.